# セドリック・クラピッシュ
セドリック・クラピッシュ（Cédric Klapisch, 1961年9月4日 - ）はフランス出身の映画監督・脚本家である。妻は映画監督ローラ・ドワイヨン。

## 来歴
ヌイイ＝シュル＝セーヌ出身。高等映画学院の受験に失敗した後、ニューヨーク大学で映画制作を学ぶ。1985年にフランスに戻り、レオス・カラックス監督の『汚れた血』の照明部などで働いた。同時に短編映画も制作。
1992年の『百貨店大百科』が初めての長編映画となり、セザール賞にノミネートされて注目される。1996年の『猫が行方不明』ではベルリン国際映画祭の映画批評家協会賞を受賞。
毎回自作にワンカットほど顔を見せている。ロマン・デュリスなど、同じ俳優をたびたび起用することでも知られるが、特にジヌディーヌ・スアレムは全ての作品で顔を見せることで知られる。

## 主な監督作品
- Ce qui me meut (1989／短編)
- 百貨店大百科 Riens du tout (1992)
- 3000 scénarios contre un virus (1993／オムニバス)
  - Poisson rouge
  - La Chambre
- 青春シンドローム Le Péril jeune (1994)
- 猫が行方不明 Chacun cherche son chat (1996)
- 家族の気分 Un air de famille (1996)
- パリの確率 Peut-être (1999)
- スパニッシュ・アパートメント L'Auberge espagnole (2002)
- スナッチ アウェイ Ni pour, ni contre (bien au contraire) (2003) DVDスルー
- ロシアン・ドールズ Les Poupées russes (2005)
- PARIS Paris (2008)
- オーレリ・デュポン　輝ける一瞬に Aurelie Dupont danse l'espace d'un instant (2010／TV／長尺版はクラシカ・ジャパン放映)
- フランス、幸せのメソッド Ma part du gâteau (2008) DVDスルー
- ニューヨークの巴里夫 Casse-tête chinois (2013)
- パリ・オペラ座　オーレリ・デュポン引退公演「マノン」 L'histoire de Manon (2015) NHK-BS放映済み、劇場限定公開
- おかえり、ブルゴーニュへ Ce qui nous lie (2017)
- パリのどこかで、あなたと Deux Moi／Someone, Somewhere (2019)
- ダンサー イン Paris En corps／Rise （2022）